# شيفيلد (آيوا)
شيفيلد هي مدينة تقع في مقاطعة فرانكلين، بولاية آيوا في الولايات المتحدة. بلغ عدد سكانها في عام 2020 ما يقارب 1,130 نسمة.

## الجغرافيا
وفقًا لمكتب الإحصاء الأمريكي، تبلغ المساحة الإجمالية للمدينة 5.58 ميلًا مربعًا (14.45 كيلومتر مربع)، منها 5.55 ميل مربع (14.37 كيلومتر مربع) أرض و0.03 ميل مربع (0.08 كيلومتر مربع) مياه. وترتفع عن سطح البحر 328 م.

## التركيبة السكانية
قام مكتب تعداد الولايات المتحدة بتحديد بيانات التركيبة السكانية لشيفيلد في تعداد الولايات المتحدة. في ما يلي، التركيبة السكانية حسب تعدادي 2000 و2010.

### تعداد عام 2000
بلغ عدد سكان شيفيلد 930 نسمة بحسب تعداد عام 2000، وبلغ عدد الأسر 369 أسرة وعدد العائلات 259 عائلة مقيمة في المدينة. في حين سجلت الكثافة السكانية 167.4 نسمة لكل ميل مربع (64.6/كم2). وبلغ عدد الوحدات السكنية 397 وحدة بمتوسط كثافة قدره 71.5 نسمة لكل ميل مربع (27.6/كم2).
وتوزع التركيب العرقي للمدينة بنسبة 99.14% من البيض و 0.32% من الأمريكيين ذوي الأصول الآسيوية و 0.54% من عرقين مختلطين أو أكثر.
بلغ عدد الأسر 369 أسرة كانت نسبة 30.4% منها لديها أطفال تحت سن الثامنة عشر تعيش معهم، وبلغت نسبة الأزواج القاطنين مع بعضهم البعض 58.5% من أصل المجموع الكلي للأسر، ونسبة 8.4% من الأسر كان لديها معيلات من الإناث دون وجود شريك، وكانت نسبة 29.8% من غير العائلات. تألفت نسبة 27.6% من أصل جميع الأسر من أفراد ونسبة 20.9% كانوا يعيش معهم شخص وحيد يبلغ من العمر 65 عاماً فما فوق. وبلغ متوسط حجم الأسرة المعيشية 2.86، أما متوسط حجم العائلات فبلغ 2.37.
بلغ العمر الوسطي للسكان 44 عاماً. وكانت نسبة 6.8% بين الثامنة عشر والأربعة وعشرون عاماً، ونسبة 21.3% كانت واقعةً في الفئة العمرية ما بين الخامسة والعشرون حتى والأربعة وأربعون عاماً، ونسبة 22.9% كانت ما بين الخامسة والأربعون حتى الرابعة والستون، ونسبة 25.6% كانت ضمن فئة الخامسة والستون عاماً فما فوق. يوجد لكل 100 أنثى 84.9 ذكر، ويوجد لكل 100 أنثى في الثامنة عشر من عمرها فما فوق 74.9 ذكر.
بلغ متوسط دخل الأسرة في المدينة 38,594 دولار، أما متوسط دخل العائلة فبلغ 48,472 دولار. وكان متوسط دخل الذكور 31,544 دولار مقابل 22,237 دولار للإناث. وسجل دخل الفرد الخاص بالمدينة 16,980 دولار. وكانت نسبة 3.6% من العائلات ونسبة 5.3% من السكان تحت خط الفقر، وكان من هؤلاء نسبة 0.9% تحت سن الثامنة عشر ونسبة 15.1% في الخامسة والستين من العمر وما فوق.

### تعداد عام 2010
بلغ عدد سكان شيفيلد 1,172 نسمة بحسب تعداد عام 2010، وبلغ عدد الأسر 480 أسرة وعدد العائلات 323 عائلة مقيمة في المدينة. في حين سجلت الكثافة السكانية 211.2 نسمة لكل ميل مربع (81.5/كم2). وبلغ عدد الوحدات السكنية 510 وحدة بمتوسط كثافة قدره 91.9 لكل ميل مربع (35.5/كم2).
وتوزع التركيب العرقي للمدينة بنسبة 98.2% من البيض و 0.3% من الأمريكيين الأصليين و 0.5% من الأمريكيين ذوي الأصول الآسيوية و 0.1% من سكان جزر المحيط الهادئ و 0.2% من الأمريكيين الأفارقة و 0.6% من عرقين مختلطين أو أكثر.
بلغ عدد الأسر 480 أسرة كانت نسبة 27.7% منها لديها أطفال تحت سن الثامنة عشر تعيش معهم، وبلغت نسبة الأزواج القاطنين مع بعضهم البعض 58.5% من أصل المجموع الكلي للأسر، ونسبة 5.4% من الأسر كان لديها معيلات من الإناث دون وجود شريك، بينما كانت نسبة 3.3% من الأسر لديها معيلون من الذكور دون وجود شريكة وكانت نسبة 32.7% من غير العائلات. تألفت نسبة 29.8% من أصل جميع الأسر من أفراد ونسبة 14.6% كانوا يعيش معهم شخص وحيد يبلغ من العمر 65 عاماً فما فوق. وبلغ متوسط حجم الأسرة المعيشية 2.93، أما متوسط حجم العائلات فبلغ 2.36.
بلغ العمر الوسطي للسكان 44.6 عاماً. وكانت نسبة 23.5% من القاطنين تحت سن الثامنة عشر، وكانت نسبة 6.7% بين الثامنة عشر والأربعة وعشرون عاماً، ونسبة 20.3% كانت واقعةً في الفئة العمرية ما بين الخامسة والعشرون حتى والأربعة وأربعون عاماً، ونسبة 26.6% كانت ما بين الخامسة والأربعون حتى الرابعة والستون، ونسبة 22.7% كانت ضمن فئة الخامسة والستون عاماً فما فوق. وتوزع التركيب الجنسي للسكان بنسبة 47.4% ذكور و52.6% إناث.

## وصلات خارجية
- www.sheffieldiowa.com